# Beckers färgfabrik på Lövholmen
Beckers färgfabrik på Lövholmen var en industrianläggning i Liljeholmen i södra Stockholm, fram till 2001 ägd av AB Wilh. Becker. Bolaget etablerade sig 1902 på Lövholmen. Verksamheten med färgproduktion lades ner år 2006. För närvarande (2020) pågår planarbete för en ny detaljplan. Området skall förvandlas till en ny stadsdel med bostäder, skola, förskolor, parker och kontor, och samtidigt skall kulturhistoriskt värdefulla byggnader bevaras.

## Historik

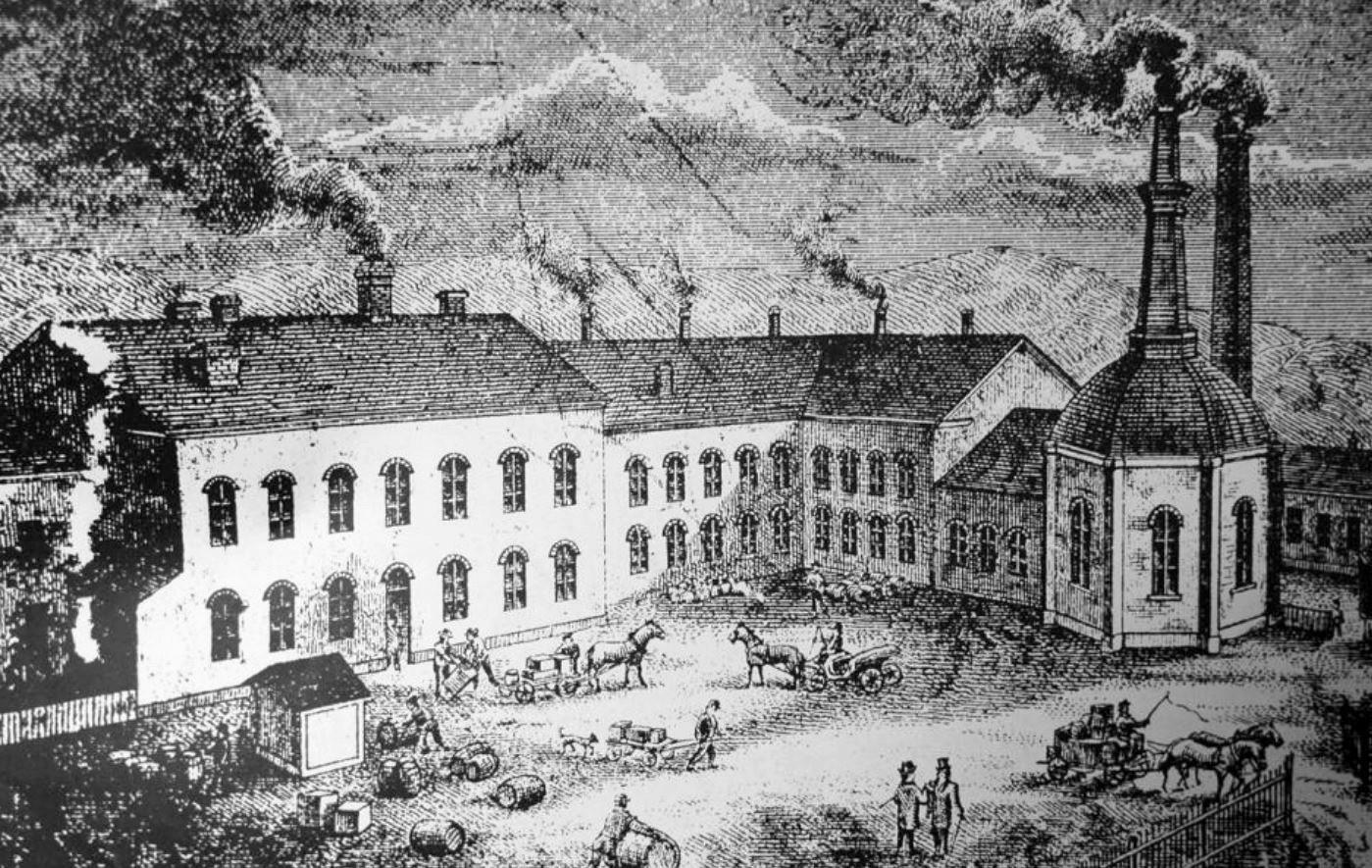
Fabriken vid Ladugårdslands Tullgata.

### Tidiga år
Wilhelm Beckers första fabrik etablerades år 1874 vid Ladugårdslands Tullgata 26 (nuvarande korsningen Tyskbagargatan / Jungfrugatan) på Östermalm. Under slutet av 1800-talet hade verksamheten, och med den även fabriksområdet, vuxit så att grannarna började klaga. Trakten mellan Karlavägen och Valhallavägen befann sig även i omdaning med nya bostadskvarter och Stockholms myndigheter ifrågasatte en kemisk fabrik mitt bland blivande bostadshus.
Beckers ledning började då leta efter ett lämpligt fabriksområde utanför staden, vilket den fann på Liljeholmen där redan en mängd industrier hade etablerat sig under 1800-talets slut. För sjötransporter fanns Mälaren och järnvägen hade ett större stationsområde i närheten (se Liljeholmens station). För transporter på land hade man Södertäljevägen att tillgå. Dessutom ställde Liljeholmens municipalstyre lägre miljökrav på industrier än vad Stockholms stad gjorde.

### Flytten till Liljeholmen

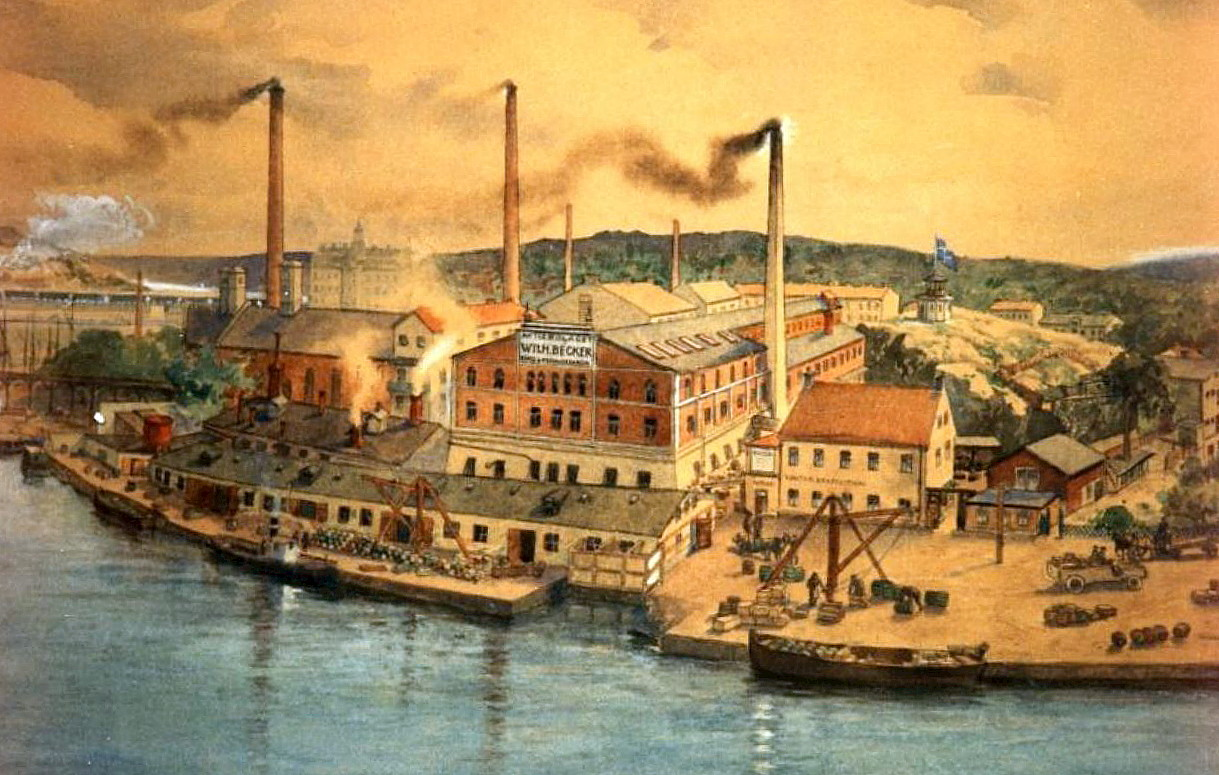
Beckers färgfabrik 1906.

Särskilt lämpligt ansågs verkstadsföretaget H. Palmcrantz & Co:s fabrikslokaler, uppförda 1889 på Lövholmen efter ritningar av civilingenjören och byggmästaren Gustaf Alfrid Engelbrektson. Palmcrantz & Co producerade här huvudsakligen jordbruksmaskiner, men kring sekelskiftet 1900 hade företaget fått ekonomiska problem och deras fabriksanläggning var till salu. Övertagandet av industritomten Lövholmen n:o 1 ägde rum 1902, samtidigt ändrades namnet till Beckershov nr. 1. I samband med flytten sålde Wilhelm Becker sitt företag till sin prokurist Herrman Gentele, son till Johan Georg Gentele och anställd hos Beckers sedan 1875. Han omvandlade firman till ett aktiebolag 1906 och blev deras verkställande direktör, därmed var företaget AB Wilh. Becker född.
Efter en enklare ombyggnad kunde Beckers verksamhet flytta in i den Palmcrantzska fabriken, man startade med produktion av förbandsartiklar som kom igång 1903 i Palmcrantzka fabrikshuset. Utöver Palmcrantz anläggning fanns även en gammal sodafabrik från 1870-talet på området. I den inrättades från och med 1905 förbandsfabriken. Huset inrymde även expedition, lager och en portvaktarbostad. Produktionsstart för färg- och fernisstillverkningen började officiellt först 1903, man fick vänta på tillstånd för den brandfarliga hanteringen. Förutom förband och färger tillverkades även närliggande produkter som kitt och spackel samt även såpa, tvål, skokräm, bekämpningsmedel och farmaceutiska produkter. Mitt på tomten låg ett berg med ett lusthus på toppen vilket syns på äldre illustrationer. Det revs först i slutet 1930-talet när den sista resten av berget sprängdes bort.

### Beckers växer

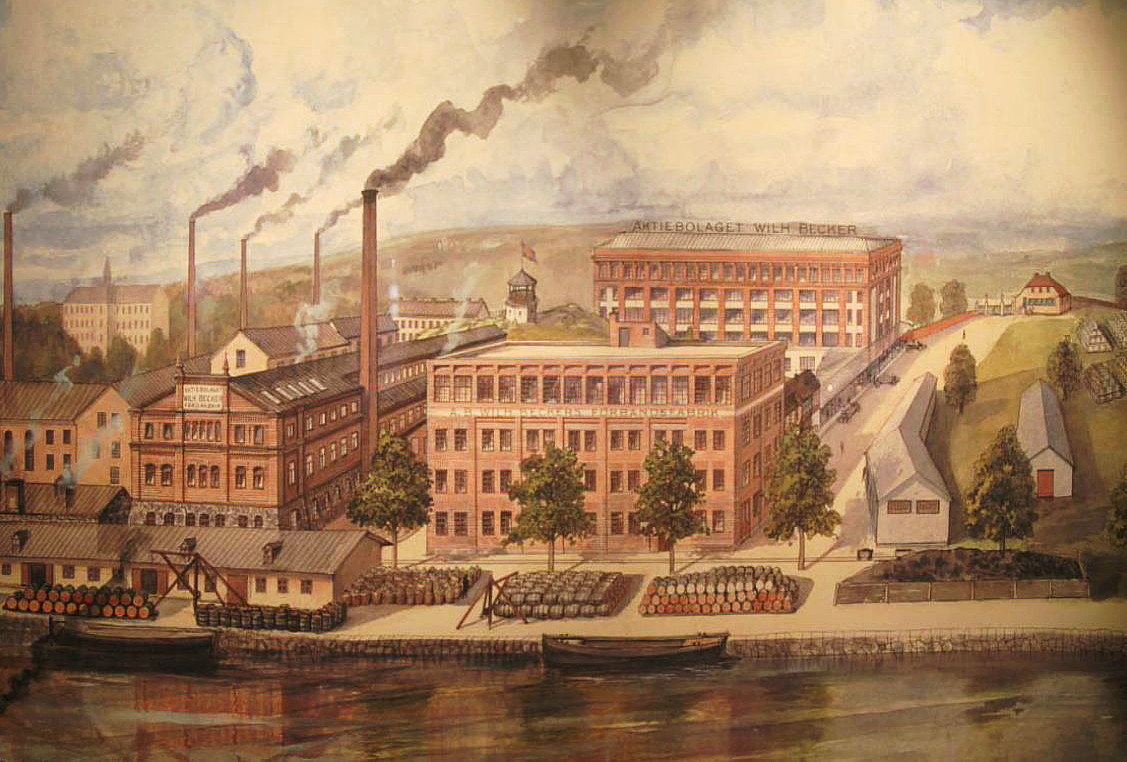
Beckers färgfabrik 1918.

År 1913 hade AB Wilh. Becker en årsomsättning på 2,7 miljoner kronor och snart började de Palmcrantzska fabrikslokalerna bli för trånga. I rask takt uppfördes ett nytt huvudkontor med lager som stod färdigt 1915 (se Wilhelm Beckers huvudkontor) och Förbandsfabriken som blev inflyttningsklar 1916. Båda byggnader representerade det senaste som fanns inom industrihusbyggande, ritade av AB Industribyrån med dess chef för byggnadsavdelningen överingenjör Theodor Anton Bergen.
Förbandsfabriken kunde nu ta sig an den ökade efterfrågan efter bandage, förband och andra sjukvårdsprodukter som första världskriget förde med sig. Trots dålig tillgång till råvaror under kriget ökade Beckers omsättning stadig mellan åren 1914 och 1917. År 1917 grundades även Aktiebolaget Svensk färgämnesindustri (ASF) där Becker ingick. Problemen kom först efter kriget. Den tyska industrin kom igång snabbare än väntat och ASF var långt ifrån färdigt att möta internationell konkurrens. 1920 anmälde ASF likvidation och AB Wilh. Becker rekonstruerades 1923 och klarade sig därmed från konkurs. Samma år avled firmans VD, Herrman Gentele.
Under en ny ledning inleddes en mera offensiv strategi och genom uppköp av konkurrenter, bland dem Fernissaktiebolaget, började företaget att växa och utvecklas. En ny stadsplan för hela kvarteret Lövholmen vann laga kraft i januari 1940. Nya fabriksbyggnader tillkom: Nitrolackfabriken (1944) och Spredfabriken (1953), dessutom diverse lagerbyggnader, verkstäder och en ny panncentral. Nya färgfabriken från 1964 blev Beckers sista stora nybygge på Lövholmen. Den revs 2020 tillsammans med Spredfabriken.

### Transporter

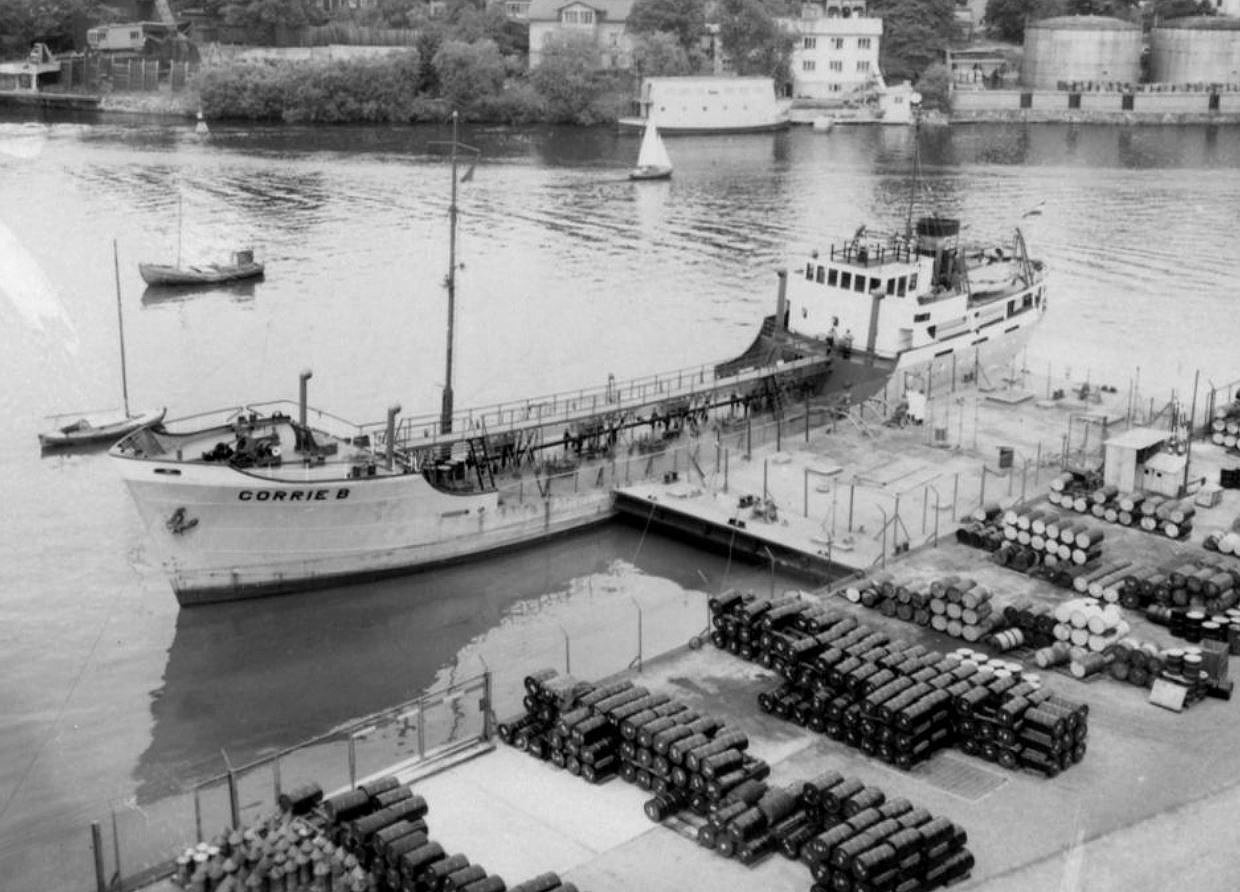
Ett tankfartyg vid Beckers kaj, 1955.

Till färgproduktionen behövdes stora mängder av råvaror. Viktigast var i detta sammanhang en egen hamnanläggning vid Liljeholmsviken. Hamnen byggdes om och rätades ut för att kunna ta emot stora tankbåtar. På kajen fanns plats för tunnor med råvaror som kom in och färdiga produkter som lämnade fabriken. Till Nitrolackfabriken utvecklades ett rörsystem där tankbåtar och även lastbilar kunde lossa flytande råvarorna via slangar, rakt in i fabriken. Det fanns även möjlighet att råvaror i pulverform kunde blåsas genom rörledningar till Nya färgfabriken.
Liljeholmsanläggningen var dock aldrig ansluten till järnvägsnätet som fanns i närbelägna Liljeholmens godsstation. Ett industrispår fanns (och finns fortfarande) till grannen Cementa men inte till Beckers. Till en början hämtade man råvaror från godsstationen med häst- och biltransporter. Under 1950-talet började man transportera hela godsvagnar på så kallade vagnbjörnar till fabriken. För att kunna hantera järnvägsvagnarna inom fabriksområdet anlades ett 40 meter långt industrispår längs med magasinsbyggnaderna vid kajen. På 1960-talet avvecklades godsvagnshanteringen och lastbilstransporterna tog över. Fabrikens in- och utfart låg vid Lövholmsvägen 20. Här fanns en vaktkur med stämpelur för de anställda och en våg infälld i marken för att kunna väga lasten på bilarna. Huvudkontoret hade adressen Lövholmsvägen 12.

### Avveckling och omdaning
År 2006 såldes de flesta byggnader på Beckers fabriksområde av dåvarande ägaren, Tikkurila Oyj, till Skanska Nya Hem. 2008 flyttade Alcro-Beckers sin färgproduktion från Lövholmen till Nykvarn. I maj samma år övertog Skanska nästan hela industrianläggningen, motsvarande fastigheten Lövholmnen 12. Palmcrantzska fabriken (nuvarande konsthallen Färgfabriken) som ägs av Lindéngruppen är en annan fastighet, Lövvholmnen 16, och ingick inte i köpet. För närvarande (2020) pågår planarbete med en ny detaljplan (Dn 2017-13571) som skall reglera uppförande av nya bostäder, skola, förskolor, parker och kontor samt bevarade av kulturhistoriskt värdefull miljö. Omdaningen inleddes på våren 2020 med rivningen av Spredfabriken och Nya färgfabriken. Projektet beräknas ta cirka 10 till 15 år att genomföra. 
Efter färgfabrikens nedläggning kvarstod omkring tio byggnader på fabriksområdet, byggda mellan 1889 och 1964. Nästan samtliga grönklassades av Stadsmuseet i Stockholm. Grönklassning är den näst högsta och innebär ”att bebyggelsen representerar ett högt kulturhistoriskt värde och är särskilt värdefull från historisk, kulturhistorisk, miljömässig eller konstnärlig synpunkt”.

## Referenser

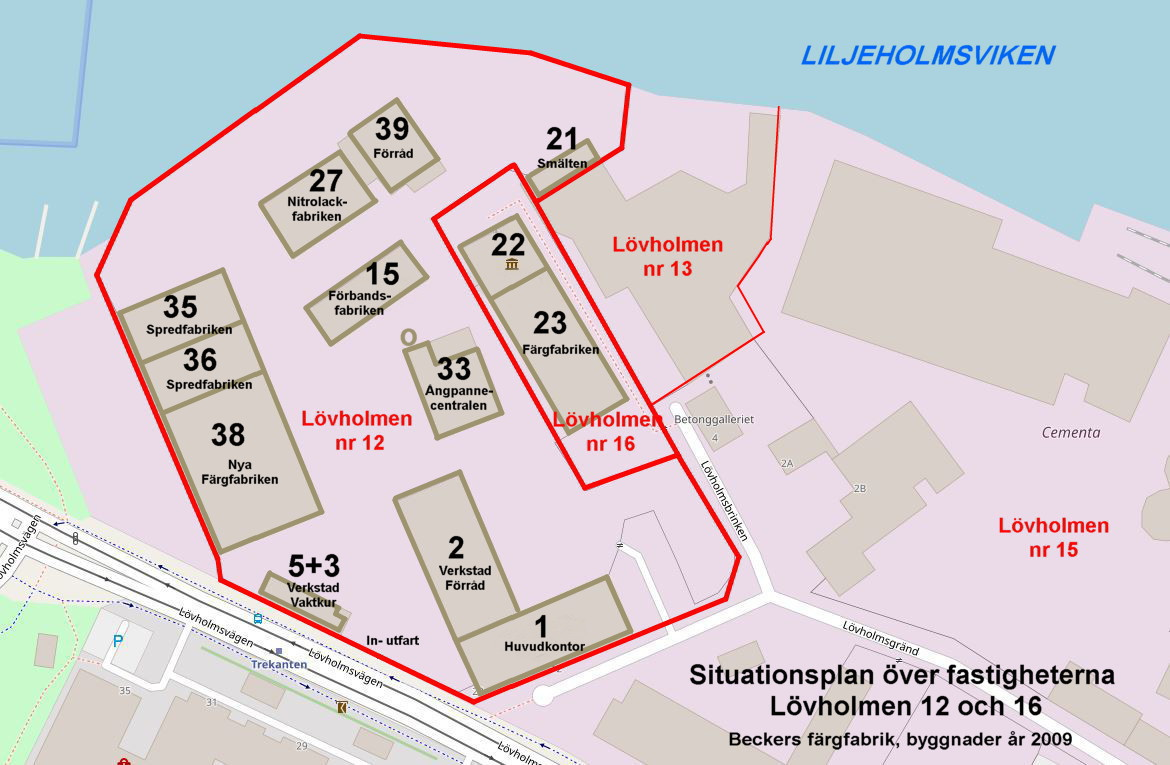
Orienteringsplan med bebyggelsen 2009.

## Områdets kulturhistoriskt värdefulla byggnader (urval)
Sorterade efter tillkomstår:
| Bild | Artikelnamn                                      | Hus nummer    | Byggår    | Upphovsman                        | Kort beskrivning | BBR-länk             |
| ---- | ------------------------------------------------ | ------------- | --------- | --------------------------------- | --- | -------------------- |
|      | Palmcrantzska fabriken                           | Hus 22 och 23 | 1889      | Gustaf Alfrid Engelbrektson       | Verkstadsföretaget H. Palmcrantz & Co lät uppföra den Palmcrantzska fabriken för att här tillverka främst jordbruksmaskiner av egen modell. Fabrikslokalerna togs över av Wilhelm Beckers färgfabrik år 1902. I slutet av 1980-talet genomfördes en större renovering för att omvandla byggnaderna till konsthallen Färgfabriken, kafé och kontor. Byggnaden kommer att bevaras. | byggnadspresentation |
|      | Palmcrantzfabrikens smedja även kallad "Smälten" | Hus 21        | 1889      | Gustaf Alfrid Engelbrektson       | Byggnaden uppfördes samtidigt med Palmcrantzska fabriken och var dess smedja. När Wilhelm Beckers färgfabrik 1902 övertog byggnaden lämpade den sig bra till den eldfarliga kokningen av oljor och fernissor. Byggnaden kallades då Smälten. 2004 genomfördes en renoveringen med mål att återställa byggnaden till ursprungligt skick. Därefter nyttjades Smälten som utställningslokal. Byggnaden kommer att bevaras.                                                                | byggnadspresentation |
|      | Wilhelm Beckers huvudkontor                      | Hus 1         | 1915      | AB Industribyrån                  | Byggnaden uppfördes 1915 efter ritningar av Theodor Anton Bergen för AB Wilh. Beckers färgfabrik. Till en början innehöll den kontorslokaler bara på översta planet, resten var lager och magasin. Efter hand avvecklades husets lager och dess ytor byggdes om till kontor. Efter 2006 nyttjades huvudkontorets gamla lokaler av olika konstnärs- och ateljéföreningar. Skanska, som numera äger huset, planerar att bygga om det till skola.                                         | byggnadspresentation |
|      | Förbandsfabriken                                 | Hus 15        | 1916      | AB Industribyrån                  | Byggnaden uppfördes i samband med första världskriget för att tillgodose den ökade efterfrågan på förbandsmaterial. Den översta våningen rymde en tillverkningslokal medan de övriga våningarna inrymde lager- och expeditionslokaler. Förbandsfabriken upphörde sin tillverkning 1952, därefter fanns utvecklingslaboratorier och ett bibliotek i huset. Nuvarande ägaren, Skanska, kommer att bevara huset.                                                                          | byggnadspresentation |
|      | Nitrolackfabriken                                | Hus 27        | 1944      | Nils Tesch och Lars Magnus Giertz | Byggnaden uppfördes för tillverkningen av den extremt brandfarliga nitrocellulosabaserade färgen. År 1960 inreddes ett nytt laboratorium i bottenvåningen och 1990 omvandlades Nitrolackfabriken till en tankstation med råvaror till intilliggande Spredfabriken. Efter övertagandet av Skanska stod den gamla fabriksbyggnaden tom, förföll och vandaliserades. Skanska har för avsikt att riva byggnaden för att uppföra bostäder där.                                              | byggnadspresentation |
|      | Ångpannecentralen                                | Hus 33        | 1945      | Nils Tesch och Lars Magnus Giertz | Den nya värmecentralen placerades direkt söder om Nitrolackfabriken och kom att försörja den och stora delar av fabriksområdets byggnader med värme. Norr om värmecentralen uppfördes en 40 meter hög skorsten. 1958 revs ångpannan ut och ersattes av en automatisk varmvattenpanna. På 1990-talet ombyggdes delar av huset till kontor. Nuvarande ägare, Skanska, har för avsikt att riva byggnaden.                                                                                 | byggnadspresentation |
|      | Spredfabriken                                    | Hus 35 och 36 | 1951-1953 | Nils Tesch                        | Spredfabriken (uppallad efter färgprodukten Spred) placerades på fabriksområdets nordvästra hörn och uppfördes i två etapper, 1951 och 1953. Arkitektonisk representerade Spredfabriken något helt nytt i Sverige, brutalism. Under husets södra del anlades Sveriges första civila och atombombssäkra skyddsrum. Byggnadens fasader var till en början omålad rå betong. 1957 målades fasaderna. Spredfabriken förföll efter övertagandet genom Skanska och revs på försommaren 2020. | byggnadspresentation |
|      | Nya färgfabriken                                 | Hus 38        | 1965      | Rasmussens Arkitektkontor         | Nya färgfabriken blev Beckers sista stora nybygge på Lövholmen. Den byggdes ihop med Spredfabikens södra fasad. I den nya fabriken inriktade man sig främst på yrkesmåleriets behov och handelns färger. År 1967 framställdes här omkring 26 olika produkter, främst alkydbaserade färger och lacker. Man planerade även en påbyggnad med en våning. Liksom Spredfabriken förföll även Nya färgfabriken efter övertagandet genom Skanska och revs på försommaren 2020.                 | byggnadspresentation |